# Arachnodes brunnipes
Arachnodes brunnipes là một loài bọ cánh cứng trong họ Bọ hung (Scarabaeidae).